# مسجد الخالدي (غزة)
مسجد الخالدي أو مسجد الحاج يونس عبد العزيز الخالدي، مسجد في قطاع غزة على شاطئ بحر شمال غزة «بحر جباليا»، وُضع حجر الاساس له برعاية رئيس الوزراء إسماعيل هنية، ووزير الأوقاف والشئون الدينية الفلسطيني السابق الدكتور طالب أبو شعر في 15 رمضان 1431 هـ الموافق 25 أغسطس 2010 بتبرع رجل الأعمال الفلسطيني عبد العزيز الخالدي وإخوانه، ونسبوا تسميته لوالدهم الحاج يونس. قُدرت تكاليف بناء المسجد بنحو مليون ونصف المليون دولار.
يمتاز المسجد بتصميم معماري مستوحىً من العهد العثماني، ويضم ساحة واسعة تتسع لما يقرب من خمسمائة مصلٍ، وأخرى خارجية تتسع لمثلهم، وتعلوه مأذنتين وقبة ضخمة.